# مارینگو
مارینگو (به انگلیسی: Murringo) یک شهرک و روستا در استرالیا است که در نیو ساوت ولز واقع شده‌است.